# Jean-Claude Olry
Jean-Claude Olry (Boves, Somme, 28 de dezembro de 1949) é um ex-canoísta de slalom francês na modalidade de canoagem.

## Carreira
Foi vencedor da medalha de bronze em slalom C-2 em Munique 1972, junto com o seu colega de equipa e irmão  Jean-Louis Olry.